# Bast (cómic)
Bast es un personaje ficticio que aparece en los cómics estadounidenses publicados por Marvel Comics. El personaje apareció por primera vez como ídolo en Fantastic Four #52 (portada con fecha de julio de 1966), creado por Stan Lee y Jack Kirby, y está basado en la diosa gata egipcia Bastet. Bast es miembro de los panteones heliopolitano y wakandiano, y el patrón del superhéroe Pantera Negra.
Bast aparece en la película de acción en vivo Marvel Cinematic Universe (MCU) Black Panther (2018) y fue interpretada por Akosia Sabet en Thor: Love and Thunder (2022).

## Historial de publicaciones
Bast o Bastet es una antigua diosa egipcia representada como un gato negro. Bast apareció por primera vez en los cómics de Marvel junto a Black Panther en Fantastic Four #52 como un ídolose lo menciona como una deidad masculina, conocida como la Sagrada Pantera Negra.
En Avengers # 87 (abril de 1971), escrito por Roy Thomas e ilustrado por Sal Buscema, se lo menciona como  el Dios Pantera. En Black Panther vol. 1 #7 (portada con fecha de enero de 1978), escrito e ilustrado por Jack Kirby, se dice que el primer Pantera Negra, Olumo Bashenga, instituyó el Culto de la Pantera. En Black Panther vol. 1 #9 (portada con fecha de mayo de 1978), escrito e ilustrado por Jack Kirby, y e la miniserie de cuatro números Black Panther (1988), escrita por Peter B. Gillis e ilustrada por Denys Cowan, se le conoce como el Espíritu Pantera. En Black Panther vol. 3 #21 (portada con fecha de agosto de 2000) escrito por Christopher Priest e ilustrado por Sal Velutto, el dios pantera de Wakanda fue reconfigurado como Bast. En Black Panther vol. 6 #13 (fecha de portada junio de 2017) escrito por Ta-Nehisi Coates e ilustrado por Wilfredo Torres, se revela que Bast es parte del panteón de Wakandan, llamado El Orisha, también compuesto por dioses de varios lugares en África: Thoth y Ptah, como Bast son de Egipto, Mujaji desde Sudáfrica y Kokou es una deidad de guerra de Benín. Orisha es una palabra yoruba que significa espíritu o deidad se reveló previamente que el yoruba era uno de los idiomas oficiales de Wakanda. Al principio, los autores retrataron a Bast como una deidad masculina, pero hoy lo retratan como su análogo en la mitología egipcia.

## Biografía ficticia
Bast, la diosa pantera, es una de las mayores de la Enéada y la deidad principal de Wakanda. Hija del poderoso dios sol egipcio Atum / Ra, Bast heredó el calor vivificante de su padre, mientras que su hermana, la diosa león Sekhmet, heredó su furia ardiente y destructiva. Bast fue adorada en la Tierra ya en el año 10.000 a. C., otorgando poder a sus adoradores "los Hijos de Bast" y sus descendientes en la ciudad de la cima de la montaña de Bastet, el Alto Reino.
Después de que los faraones mortales de Egipto subieran al poder, Bast comenzó a obtener adoradores en el área que algún día se convertiría en Wakanda como la "Diosa Pantera". Su hermana Sekhmet llegó más tarde y llegó a ser adorada en Wakanda como la "Diosa Leona".
Antes del surgimiento de la nación de Wakanda, los seres místicos conocidos como originadores fueron expulsados de la región por los humanos y los Orisha, el panteón de Wakanda formado por Thoth, Ptah, Mujaji, Kokou y Bast. Su otra hermana, K'Liluna, considerada una traidora, fue desterrada del panteón. Bast también luchó contra otro dios, Magba.
En el pasado distante, un meteorito masivo formado por el elemento vibranium se estrelló en Wakanda. El meteorito se llamó Mena Ngai. Después de que cayera el meteorito de vibranium, varios habitantes de Wakanda fueron mutados dolorosamente en "espíritus demoníacos" y comenzaron a atacar a sus compañeros de Wakanda. Según las leyendas, durante el tumulto, el antepasado de T'Challa, Bashenga, compuesto por varios clanes en guerra, reunió a todos los mencionados bajo su guía para derrotar a los habitantes transformados por el impacto en feroces "espíritus demoníacos", una compañía que ha unificado la nación al fundar Wakanda y convertirse en su primer gobernante y el primero en obtener el título de "Pantera Negra", ya que habla de su "conexión espiritual" con la Diosa Pantera Bast que condujo a la fundación del culto Pantera.

## En otros medios

### Películas

#### Universo Cinematográfico de Marvel
Los dioses Bast y Sekhmet fueron mencionados por T'Challa / Pantera Negra en la película de Marvel Cinematic Universe Capitán América: Civil War (2016), y T'Challa explica: "En mi cultura, la muerte no es el final. Es más un paso-fuera de punto. Extiendes ambas manos, y Bast y Sekhmet, te llevan al veld verde donde puedes correr para siempre". Bast se menciona nuevamente en el prólogo de la película Black Panther (2018) por haber ayudado a la primera Pantera Negra a convertirse en el rey de Wakanda. En la película Thor: Love and Thunder (2022), Bast fue interpretada como una mujer negra, interpretada por la actriz Akosia Sabet.

### Videojuegos
- Aparece como carta jugable en el juego de cartas Marvel Snap